# Krankenversicherungsprämien-Index
Der Krankenversicherungsprämien-Index (KVPI) erfasst die Prämienentwicklung der obligatorischen Krankenpflegeversicherung und der Krankenzusatzversicherung und bildet das gewichtete Mittel der beiden Teilindizes. Anhand der KVPI-Resultate lässt sich überdies die Auswirkung der Prämienentwicklung auf das Wachstum des verfügbaren Einkommens der Haushalte schätzen, welche eine ergänzende Information zur Teuerungsinformation gemäss dem Landesindex der Konsumentenpreise (LIK) darstellt.
Der KVPI wird in der Schweiz vom Bundesamt für Statistik (BFS) erstellt.

## Gesetzliche Grundlagen
Als gesetzliche Grundlage dienen dem Krankenversicherungsprämien-Index das Bundesstatistikgesetz vom 9. Oktober 1992 (BStatG) sowie die Verordnung vom 30. Juni 1993 über die Durchführung von statistischen Erhebungen des Bundes (Statistikerhebungsverordnung).

## Art der Erhebung
Das BFS erfasst die Prämien im Zusatzversicherungsbereich mittels Stichprobenerhebung bei den grössten Anbietern, welche insgesamt rund 70 % des Gesamtmarktes ausmachen. Die Teilnahme an der Erhebung ist obligatorisch.
Für den Grundversicherungsbereich stützt sich das BFS auf die vom Bundesamt für Gesundheit (BAG) gemachte Schätzung der Entwicklung der Durchschnittsprämie, welche auf den im Rahmen der Aufsichtstätigkeit erfassten Bestandesdaten aller Versicherungsunternehmen beruht. Eine spezifische KVPI-Erhebung wird für den Grundversicherungsbereich nicht durchgeführt.

## Erfassungsmerkmale
Von der KVPI-Erhebung betroffen sind die Krankenversicherungsprämien für den Zusatzversicherungsbereich. Erfasst werden die Jahresprämien für Neupolicen der Spitalzusatzversicherungen pro Kanton, Spital- und Alterskategorie.

## Durchführung
Die Erhebung des KVPI wird seit 2000 jährlich im Dezember durchgeführt, das Basisjahr der publizierten Indexreihe ist 1999 = 100 Punkte.